# Viktor Moskovskikh
Viktor Vladimirovitch Moskovskikh (en russe : Ви́ктор Влади́мирович Моско́вских), né le 12 juin 1947 à Vienne (Autriche), est un ancien pilote de rallyes russe et ukrainien, spécialiste de rallyes-raids en camions.

## Biographie
En 1966, il obtient son diplôme d'ingénieur, au Collège d'ingénierie de précision d'Irkoutsk. 
Ses débuts en compétitions automobiles remontent à 1973. 
Il entre dans l'équipe Kamaz en 1990, et y reste jusqu'en 1999. L'année suivante, il conduit désormais pour MAZ-Yarovit.
En 1993, il devient diplômé de l'Institut Polytechnique d'Odessa.
Il réside désormais entre Moscou et Odessa, ville pour laquelle il travaille actuellement dans le secteur régional des transports terrestres.

## Palmarès

### Titres
- Champion d'URSS des Rallyes: 1984;
  - Vice-champion d'Europe de Trial camion: 2002 (team MAZ-Yarovit).

### Victoires notables
- Rallye Hiver Russe: 1982;
- Grand-Prix de Lvov: 1988;
- Rallye Transcontinental Paris - Moscou - Oulan-Bator - Pékin: 1995, sur camion Kamaz ;
- Rallye Paris-Dakar: 1996, sur camion Kamaz (copilote Kouzmine, mécanicien Bagaveldinov), 1 étape ;
  - 2e du rallye Paris-Dakar: 1999 (Kamaz), 6 étapes.

## Distinctions
- Médaille des Sports de la république du Tatarstan: 1996.